# Christiane Rancé
Pour les articles homonymes, voir Rancé.
Christiane Rancé est une romancière, essayiste et journaliste française.

## Aperçu biographique
Christiane Rancé descend du « chevalier de Rancé, qui servit Sa Majesté en qualité de capitaine du port de Marseille et de chef d'escadre », comme il est écrit dans la Vie de Rancé de Chateaubriand. Henri de Rancé, dont Saint-Simon affirmait : « Je dirai sans scandale que j'en devins amoureux, et qu'on riait de voir que je ne pouvais cesser de le regarder », était le frère cadet de l'abbé de Rancé, réformateur de La Trappe. Par sa mère, elle descend des Barthélémy, une vieille famille de Haute-Provence qu’évoque Jean Giono dans Le Hussard sur le toit ainsi que des Saint-Val de Saint-Marc, famille créole des Antilles, corsaires du roi. 
Elle passe sa petite enfance entre le Maroc où elle est née et Donaueschingen en Allemagne, puis son enfance en Normandie, entre Cabourg, Ouistreham, Caen et Bayeux. Après quelques passages à Bordeaux puis en Provence, terre de sa grand-mère maternelle, elle vit un temps à Saint-Papoul en pays Cathare, puis à Toulouse, avant de terminer ses études à Paris. Elle a gardé de ses migrations un goût prononcé pour le voyage. 
Les bibliothèques de ses deux grands-pères lui étant très jeune ouvertes, elle découvre et se passionne rapidement pour la littérature.

## La journaliste
En 1990, Christiane Rancé entre  au Figaro magazine où elle travaille comme  grand reporter et successivement comme chef du service « People » où elle signe des textes sur ses rencontres avec, entre autres, John Irving, Robert Redford, Paul Newman, Michel Piccoli, Vittorio Gassman, Yehudi Menuhin ou Mère Teresa, puis comme chef du service « Enquêtes », spécialement chargée du fait religieux (christianisme, judaïsme, islam, bouddhisme.)
Entre octobre 2019 et juillet 2022, elle tient une chronique hebdomadaire dans La Croix.
Depuis  2004, elle signe - entre autres dans  Géo, Nunc, Ultreïa, La Revue des Deux Mondes ou Le Monde-Histoire & Civilisations - des reportages axés sur la géopolitique et la culture (en Europe, Inde, Afrique et Amérique latine) et des portraits tels que ceux de Cervantès, Charles de Foucauld ou René Girard.

## L'éditrice
Éditrice chez Robert Laffont, elle a publié notamment Phoolan Devi, Zlata Filipovic ou Yolanda Pulecio, la mère d'Íngrid Betancourt.
Elle a également édité et préfacé chez Perrin les livres posthumes de Lucien Jerphagnon avec qui elle avait publié De l'amour, de la mort, de Dieu et autres bagatelles en 2011.

## L'écrivain
Ses livres s'attachent à dresser les portraits de figures littéraires — Léon Tolstoï ou Simone Weil — et spirituelles — Jésus, Catherine de Sienne, Thérèse d'Avila  ou le pape François. Par ailleurs, Christiane Rancé a donné deux récits de voyages, Le grand large et Bella Italia.
Romancière, elle est également l'auteur d'un essai, Prenez-moi tout, mais laissez-moi l'extase, une méditation sur la prière qui a reçu, en 2013, le « prix du livre de spiritualité - Panorama - La Procure »  et le prix des écrivains croyants.
En 2015, l'Académie française lui décerne le Prix de l'essai.
En 2016, elle publie En pleine lumière que La Croix présente de sorte : «  Avec le grand talent qu’on lui connaît, Christiane Rancé veut « célébrer la vive beauté du monde, toujours à la portée de nos regards et de notre enthousiasme ». Ses méditations, rédigées sur deux années, plus exactement au fil de vingt-deux mois, remettent ainsi la beauté « en pleine lumière », alors même que, trop souvent, nos connivences avec la mort et la destruction concourent à l’éclipser et la trahir » 
À son sujet, Franz-Olivier Giesbert, rendant compte de Tolstoï, le pas de l'ogre, a écrit dans Le Point : «  Je mets au défi quiconque a commencé ce livre de ne pas le terminer dans l'urgence, le souffle coupé. C'est la magie Rancé : sa passion est communicative. »